# Feministická knihovna

symbol feministického hnutí

Feministická knihovna je sbírka knih, článků, periodik nebo jiných tištěných materiálů zaměřených na feministická témata. Cílem feministických knihoven je poskytovat zdroje, informace a podporu těm, kteří se zajímají o tato témata, a také sloužit jako místo pro vzdělávání, diskusi a podporu feministických myšlenek a hnutí. Knihovna je významným symbolem oddanosti a vášně mnoha jednotlivých žen, které se snažily uchovat a šířit znalosti feministického hnutí. Její historie je silně spjata s hnutím za osvobození žen a představuje důležitou součást feministického dědictví.

## Historie
Začátky feministických knihoven nalezneme v různých aktivistických hnutích, jako byl sufražetismus a boj za volební práva žen. S rozvojem feminismu začaly vznikat knihovny, které se zaměřovaly na shromažďování knih, časopisů a dalších materiálů zabývajících se genderovými otázky. Během 20. století se feministické knihovny rozrostly celosvětově a staly se důležitými centry pro vzdělávání a podporu rovnosti pohlaví. Tyto knihovny nejen shromažďují literaturu, ale také pořádají diskuzní akce, workshopy a poskytují informace a zdroje pro výzkum a studium genderových otázek. V moderní době se mnoho feministických knihoven přizpůsobuje moderním technologiím a poskytuje online přístup ke svým sbírkám, což umožňuje širšímu publiku snadnější přístup k informacím.

## Knihovny

### Feministická knihovna v Londýně
Feministická knihovna v Londýně vznikla v roce 1975 jako menší sbírka literatury založená skupinou žen během druhé vlny feministického hnutí. Ze skromných začátků se knihovna postupně rozšířila a stala se jednou z rozsáhlých knihoven v Anglii. Během své existence byla Feministická knihovna několika přestěhována, nejdříve se nacházela v Sisterwrite Bookshop v Upper Street, poté byla přestěhována do Clerkenwell Close a A Woman's Place, a nakonec se usídlila na současném místě na Sumner Road v Peckhamu. Přes různé výzvy a finanční obtíže knihovna přetrvávala díky oddanosti a vášni skupiny dobrovolníků, kteří ji vedli, udržovali a rozšiřovali její sbírku. Knihovna uchovává rozsáhlou sbírku feministické literatury zejména z druhé vlny z konce 60. a 90. let 20. století.

### Knihovna Jiřiny Šiklové v Praze
Knihovna Jiřiny Šiklové, původně Knihovna Gender Studies, patří mezi největší svého druhu v Evropě. Zaměřuje se na postavení žen a mužů ve společnosti, rovnost pohlaví v osobním i pracovním životě a poskytuje rozsáhlé informace a zdroje. Knihovna slouží také jako poradenské centrum, které pomáhá čelit věkové a genderové diskriminaci. Nabízí širokou škálu literatury a časopisů týkajících se trhu práce, rovných příležitostí, genderových stereotypů, feminismu a genderových studií.

#### Historie knihovny Jiřiny Šiklové
Knihovna vznikla roku 1992 v rámci neziskové organizace Gender Studies v bytě zakladatelky, socioložky a disidentky Jiřiny Šiklové. Původní název Knihovna Gender Studies byl změněn na Knihovnu Jiřiny Šiklové k oslavě 30. výročí založení.  Díky spolupráci s feministickými a queer organizacemi, univerzitami a dalšími subjekty se knihovna rozrostla do své současné podoby. Od roku 1997 je součástí knihovny také archiv Elišky Krásnohorské, z jejíž pozůstalosti knihovna obdržela knihy, dopisy a fotografie. V rámci projektu Od Elišky Krásnohorské k Jiřině Šiklové: Po stopách ženské vzdělanosti spolupracuje knihovna s Women’s History Archives Národní a univerzitní knihovny Islandu.

## Práce s fondem feministických knihoven
K rozřazení odborné literatury se užívá v knihovnách klasifikační systém, který v roce 1978 vytvořila feministická knihovnice Wendy Davis. Toto je první klasifikační systém, ve kterém jsou ženy ústředním organizačním bodem, místo aby byly podkategorií. Toto schéma samotné představuje podstatný a důležitý kousek feministického výzkumu a aktivismu a bylo přijato dalšími feministickými knihovnami po celém světě. 